# Amphoe At Samat
Amphoe At Samat (Thai: อำเภอ อาจสามารถ) ist ein Landkreis (Amphoe – Verwaltungs-Distrikt) in der Provinz Roi Et. Die Provinz Roi Et liegt in der Nordostregion von Thailand, dem so genannten Isan.

## Geographie
Amphoe At Samat grenzt an die folgenden Landkreise (von Norden im Uhrzeigersinn): an die Amphoe Thawat Buri, Thung Khao Luang, Selaphum, Phanom Phrai, Suwannaphum, Mueang Suang und Mueang Roi Et. Alle Amphoe liegen in der Provinz Roi Et.

## Geschichte
Amphoe At Samat wurde 1897 zunächst unter dem Namen Sabut (สระบุศย์) eingerichtet. 1913 wurde er in At Samat umbenannt.

## Verwaltungseinheiten

### Provinzverwaltung
Der Landkreis At Samat ist in zehn Tambon („Unterbezirke“ oder „Gemeinden“) eingeteilt, die sich weiter in 139 Muban („Dörfer“) unterteilen.
| Nr. | Name           | Thai       | Muban | Einw.  |
| --- | -------------- | ---------- | ----- | ------ |
| 1.  | At Samat       | อาจสามารถ  | 17    | 10.962 |
| 2.  | Phon Mueang    | โพนเมือง    | 17    | 09.195 |
| 3.  | Ban Chaeng     | บ้านแจ้ง     | 09    | 05.579 |
| 4.  | Nom            | หน่อม       | 13    | 06.884 |
| 5.  | Nong Muen Than | หนองหมื่นถ่าน | 17    | 09.199 |
| 6.  | Nong Kham      | หนองขาม    | 19    | 10.312 |
| 7.  | Hora           | โหรา       | 14    | 07.685 |
| 8.  | Nong Bua       | หนองบัว     | 10    | 04.257 |
| 9.  | Khilek         | ขี้เหล็ก      | 12    | 04.715 |
| 10. | Ban Du         | บ้านดู่       | 11    | 05.591 |

### Lokalverwaltung
Es gibt zwei Kommunen mit „Kleinstadt“-Status (Thesaban Tambon) im Landkreis:
- Phon Mueang (Thai: เทศบาลตำบลโพนเมือง) bestehend aus dem kompletten Tambon Phon Mueang.
- At Samat (Thai: เทศบาลตำบลอาจสามารถ) bestehend aus Teilen des Tambon At Samat.

Außerdem gibt es neun „Tambon-Verwaltungsorganisationen“ (องค์การบริหารส่วนตำบล – Tambon Administrative Organizations, TAO):
- At Samat (Thai: องค์การบริหารส่วนตำบลอาจสามารถ) bestehend aus Teilen des Tambon At Samat.
- Ban Chaeng (Thai: องค์การบริหารส่วนตำบลบ้านแจ้ง) bestehend aus dem kompletten Tambon Ban Chaeng.
- Nom (Thai: องค์การบริหารส่วนตำบลหน่อม) bestehend aus dem kompletten Tambon Nom.
- Nong Muen Than (Thai: องค์การบริหารส่วนตำบลหนองหมื่นถ่าน) bestehend aus dem kompletten Tambon Nong Muen Than.
- Nong Kham (Thai: องค์การบริหารส่วนตำบลหนองขาม) bestehend aus dem kompletten Tambon Nong Kham.
- Hora (Thai: องค์การบริหารส่วนตำบลโหรา) bestehend aus dem kompletten Tambon Hora.
- Nong Bua (Thai: องค์การบริหารส่วนตำบลหนองบัว) bestehend aus dem kompletten Tambon Nong Bua.
- Khilek (Thai: องค์การบริหารส่วนตำบลขี้เหล็ก) bestehend aus dem kompletten Tambon Khilek.
- Ban Du (Thai: องค์การบริหารส่วนตำบลบ้านดู่) bestehend aus dem kompletten Tambon Ban Du.